# Tungenes fyr
Tungenes fyr ist ein Leuchtturm auf der Landspitze Tungenes in der Kommune Randaberg im norwegischen Fylke Rogaland. Das erste Leuchtfeuer gab es hier bereits 1828. Der jetzige Leuchtturm wurde 1862 zusammen mit dem südlich angrenzenden Wirtschaftsgebäude (uthuset) errichtet. 1898 wurde der Leuchtturm umgebaut. 1938 wurde das Wohnhaus des Leuchtturmwärters (fyrmester) erbaut.
Während der deutschen Besetzung Norwegens von 1940 bis 1945 war Tungenes Teil der Festung Randaberg. Es wurden die heute noch erhaltenen Beobachtungs- und Geschützstellungen errichtet. Bis zu 40 Wehrmachtsoldaten waren hier stationiert.
1947 wurde das Wirtschaftsgebäude abgebrochen und neu errichtet. Das Dienstgebäude wurde 1957–1958 erbaut. 1984 wurde das Leuchtfeuer außer Betrieb genommen. Seit 1998 steht die gesamte Anlage unter Denkmalschutz.
Im ehemaligen Wirtschaftsgebäude ist heute ein kleines Museum und im früheren Dienstgebäude ein Café untergebracht.

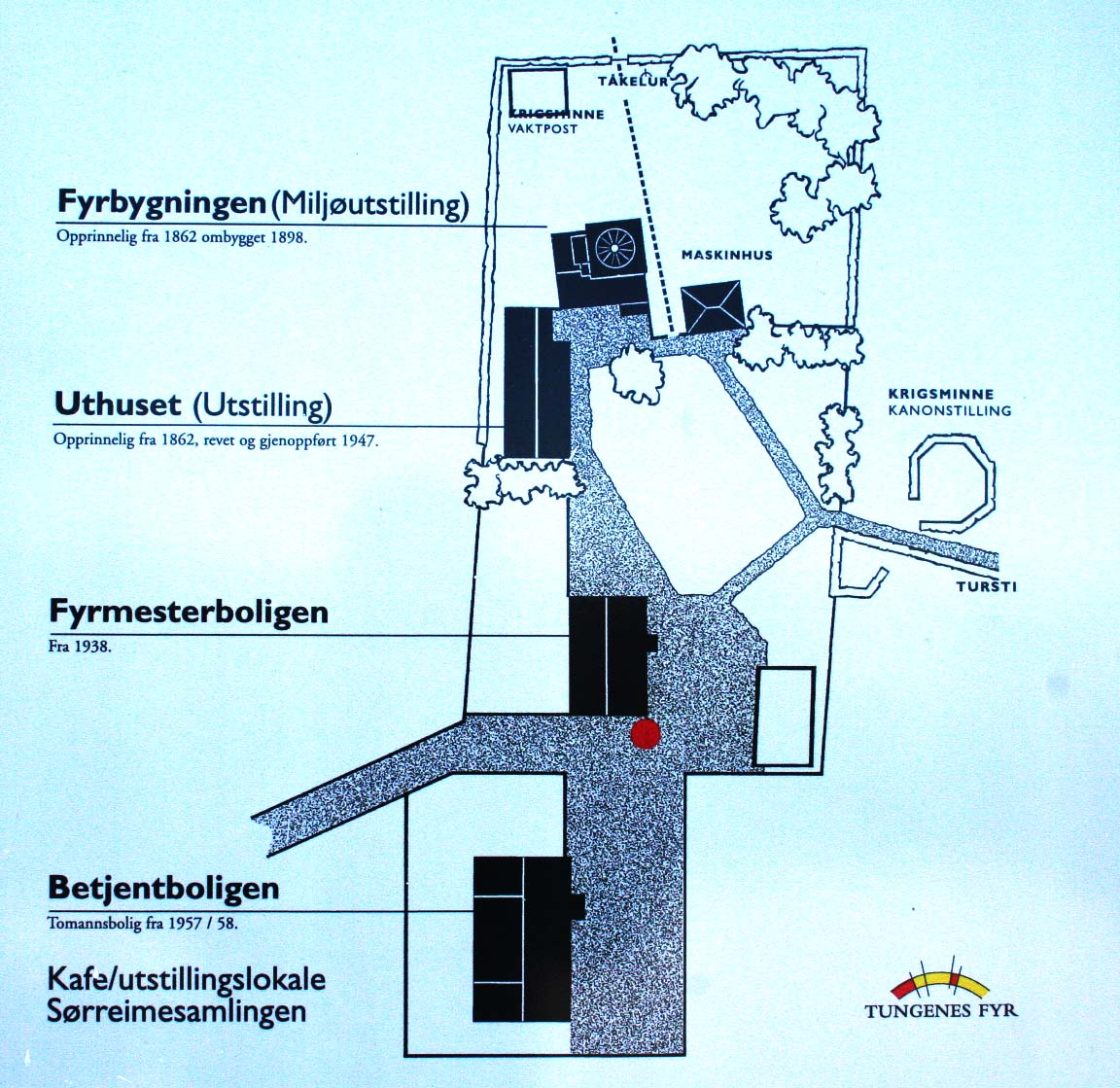
Lageplan
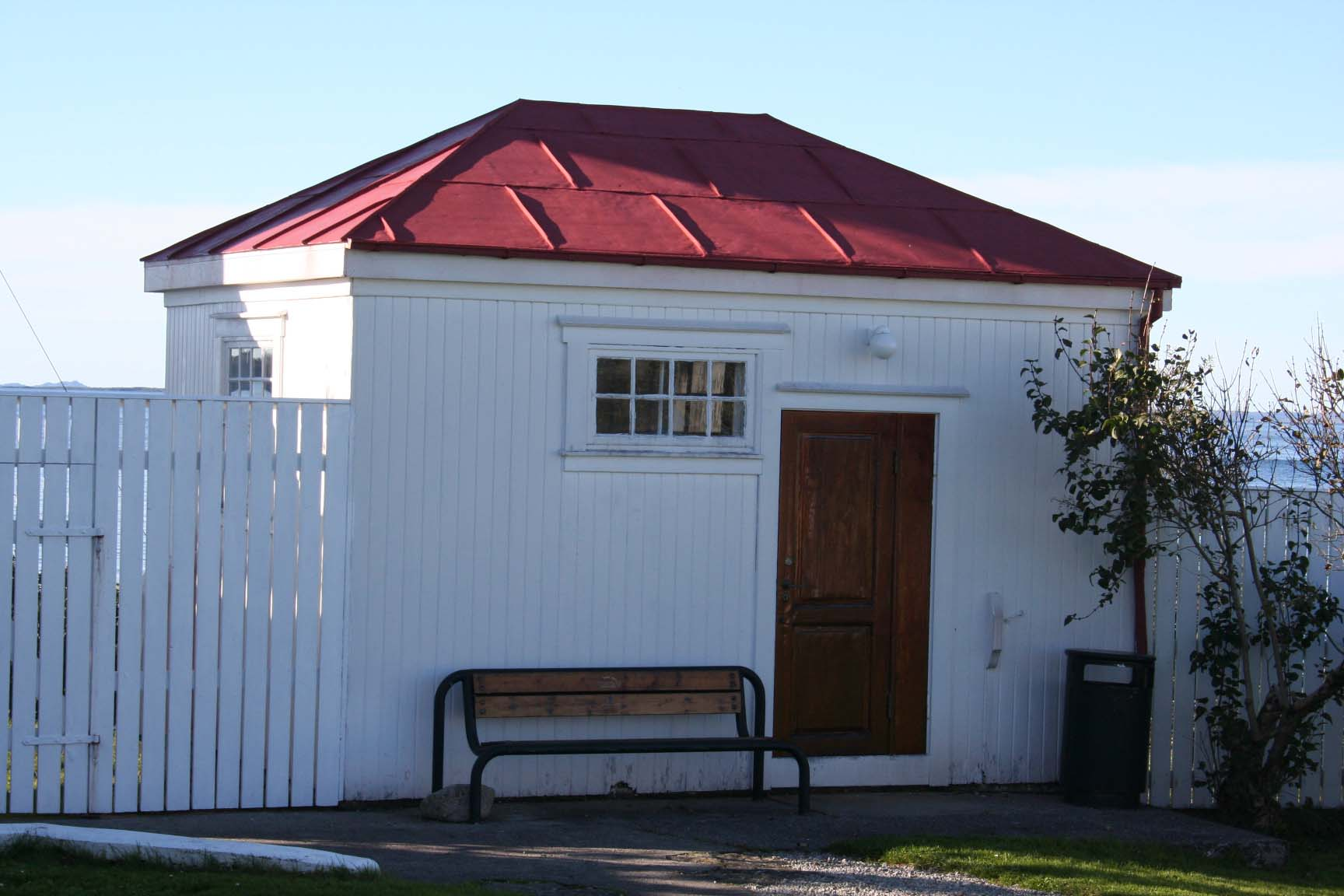
Maschinenhaus
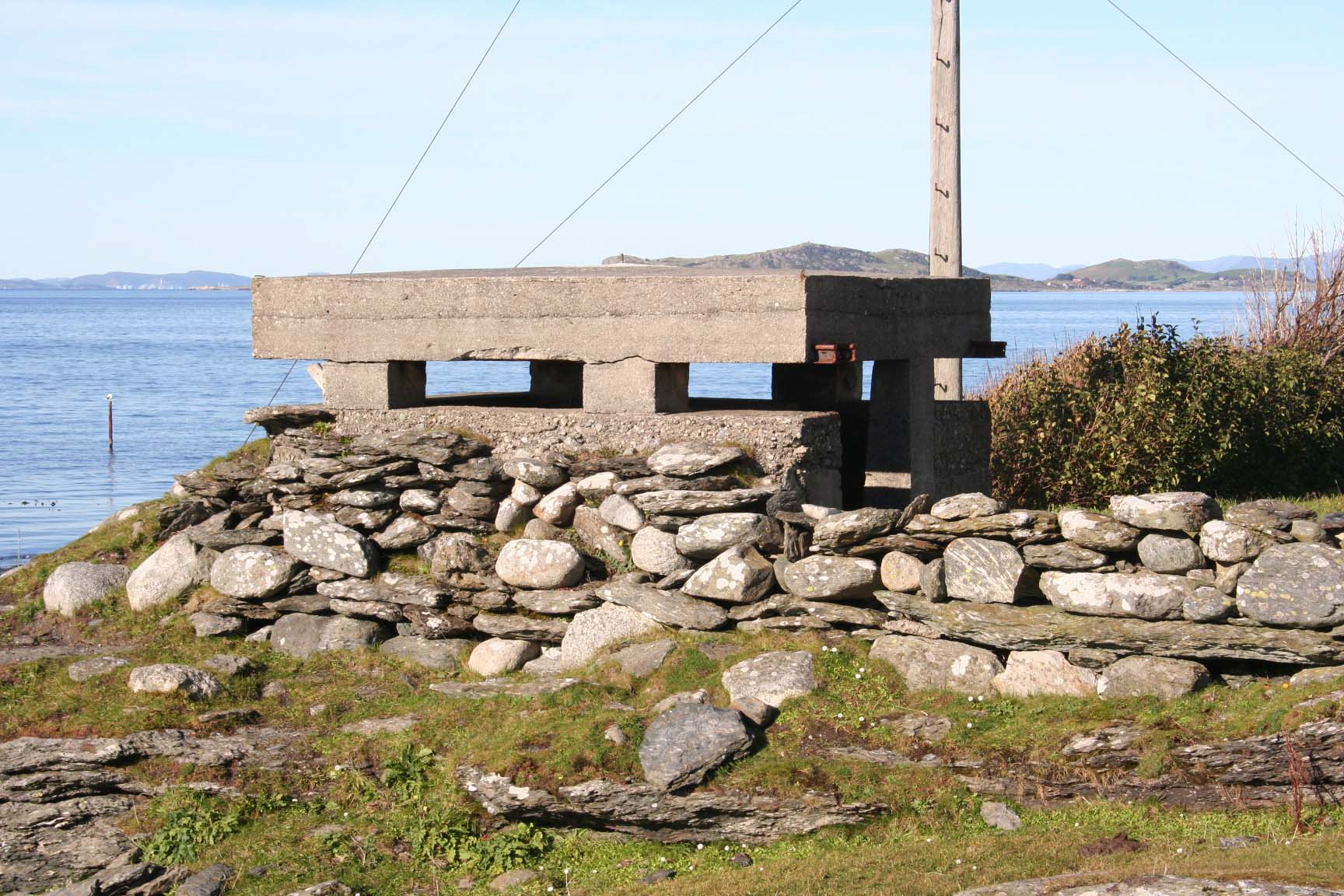
Ehemalige Festungsanlage